# آيت لحسن أو يوسف (لقصير)
آيت لحسن أو يوسف هي إحدى مشيخات المملكة المغربية، تتبع جغرافيا لإقليم الحاجب وإداريًا للقصير. يقدر عدد سكانها بـ 20775 نسمة حسب الإحصاء الرسمي للسكان والسكنى لسنة 2004.